# Мараш (Болгария)
Мара́ш (болг. Мараш) — село в Болгарии. Находится в Шуменской области, входит в общину Шумен. Население составляет 569 человек.

## Политическая ситуация
В местном кметстве Мараш, в состав которого входит Мараш, должность кмета (старосты) исполняет Жечко Станев Нейчев (независимый) по результатам выборов правления кметства.
Кмет (мэр) общины Шумен — Красимир Благоев Костов (Болгарская социалистическая партия (БСП)) по результатам выборов в правление общины.